# John Moisant

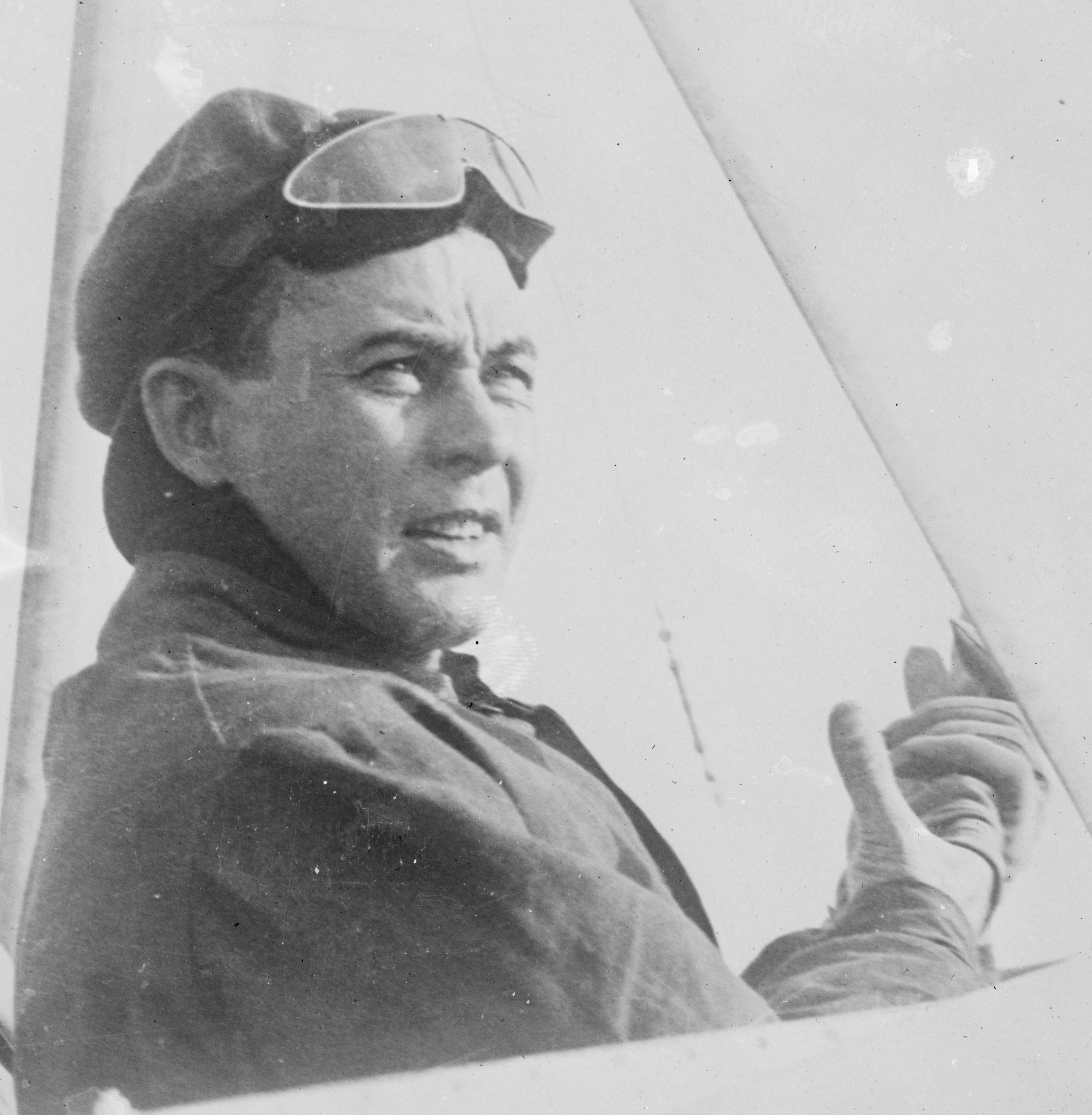
John Moisant (1910)

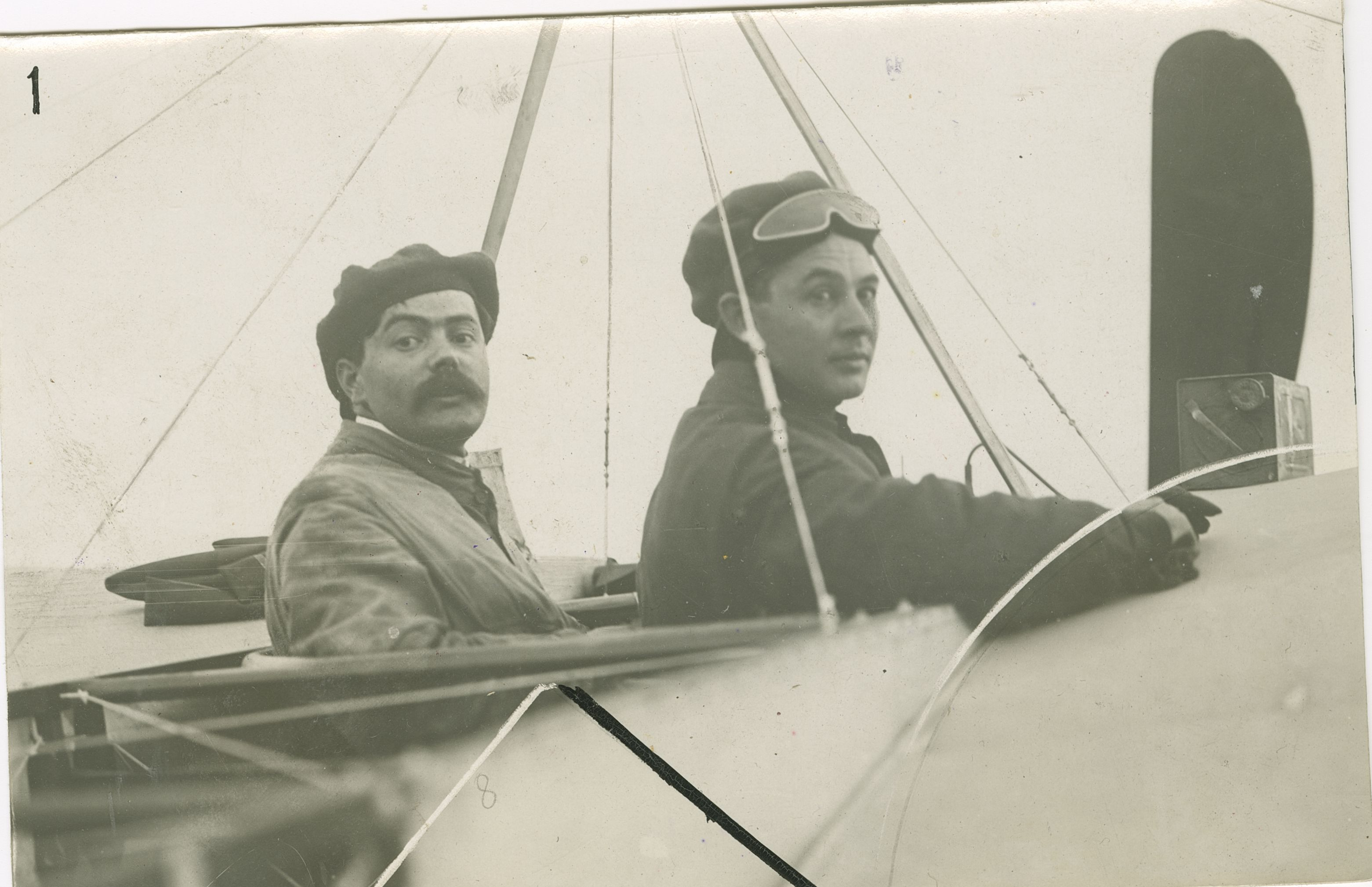
John Moisant (1905)

John Beavis Moisant (* 25. April 1868 in Kankakee, Illinois; † 31. Dezember 1910 in New Orleans) war ein US-amerikanischer Flugpionier. Er entwarf und baute das erste Ganzmetall-Flugzeug im Jahr 1909 und war der erste, der den Ärmelkanal mit einem Passagier überflog.
John Moisant war ein wohlhabender Plantagenbesitzer in El Salvador und interessierte sich für Luftfahrt. Nachdem er 1909 die Flugschau in Reims besucht hatte, nahm er Flugstunden bei Louis Blériot, kaufte eine Maschine von Blériot, flog und gewann Flugrennen.
Er entwarf und baute sein eigenes Flugzeug, das erste Flugzeug mit einem Ganzmetallrahmen.
Am 23. August 1910 überquerte er den Ärmelkanal mit einem Passagier, seinem Mechaniker Albert Fileux und einer Katze.
Zusammen mit seinem Bruder Alfred und seiner Schwester Matilde gründete er 1910 in New York die Kunstflugtruppe Show Moisant International Aviation Ltd., die in den USA für Aufsehen sorgte.
In seinem Blériot-Eindecker flog er bei der Belmont Air Show in Belmont Park, New York am 22. Oktober in nur 39 Minuten 16 Kilometer.
Am 30. Dezember nahm er mit seinem Blériot-Eindecker an einem 5-Meilen-Rennen gegen ein Packard-Automobil teil und verlor um Haaresbreite.
Am nächsten Tag, als er einen Übungsflug für den Michelin Cup mit $ 4.000 Preisgeld unternahm, geriet sein Flugzeug in Turbulenzen. Beim Versuch einer Notlandung wurde er, nicht angeschnallt, aus dem Flugzeug geschleudert. Er brach sich das Genick und starb.
Zunächst wurde er auf dem Valhalla Memorial Park Cemetery in Los Angeles beigesetzt, später wurde er in den Portal of Folded Wings Shrine of Aviation umgebettet.
Der Flughafen von New Orleans trug ursprünglich den Namen Moisant Field, bevor er in Louis Armstrong New Orleans International Airport umbenannt wurde. Der IATA-Flughafencode MSY für Moisant Stock Yard erinnert noch immer an den Flugpionier.